# Катоба (народ)

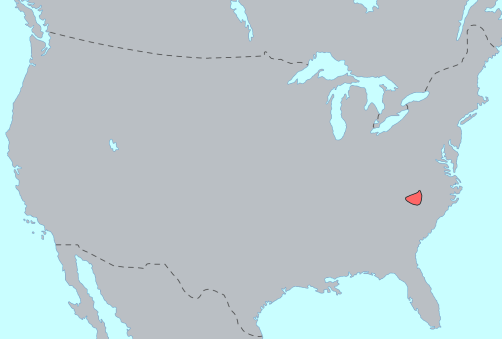
Область обитания племени катоба к моменту контакта с европейцами

Катоба, Catawba, по-русски название иногда неверно передаётся «катавба» (также известны как Issa, Esaw, но чаще Iswa) — признанное на федеральном уровне в США племя («нация») индейцев. Проживает на юго-востоке США, вдоль границы между Северной и Южной Каролиной. Катоба считались одним из самых могущественных племён группы сиу. Катоба переселились на юго-восток США в середине XVII века. Их прежнее место обитания является предметом дискуссий; наиболее распространённая гипотеза связывает их родину с районом центральных и юго-восточных Великих озёр.

## История

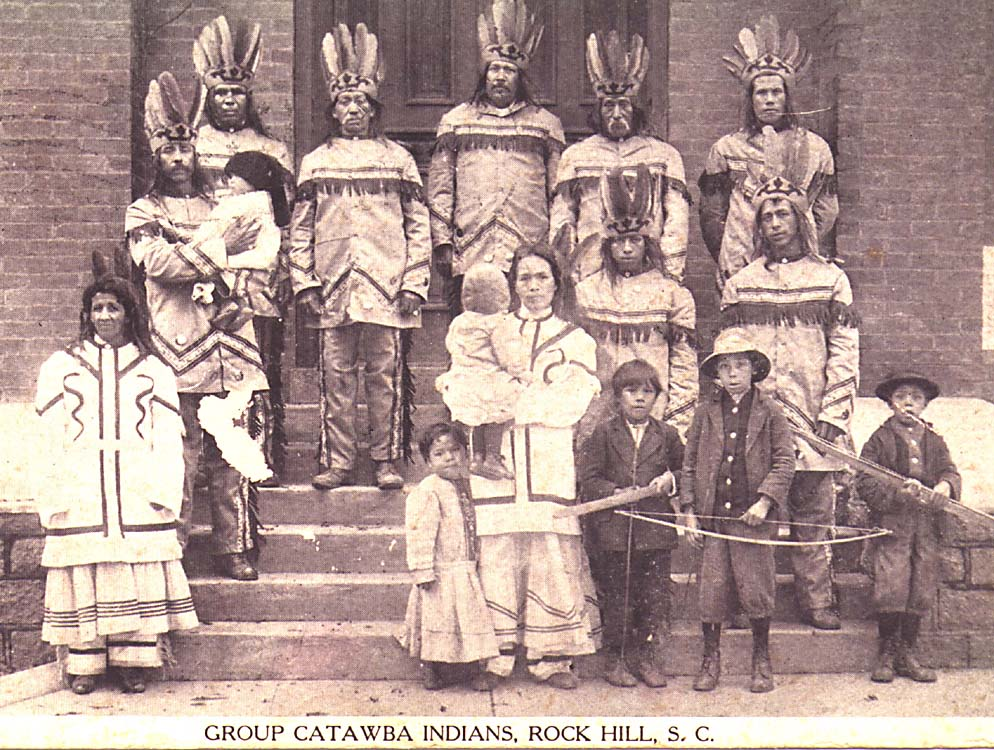
Племя катоба на Выставке кукурузы 1913 г. в Рок-Хилл

Рано освоившие земледелие, катоба дружественно встретили европейских колонистов. В то же время, катоба постоянно конфликтовали с ирокезами, шони, ленапе, чероки и другими племенами долины Огайо.
Несмотря на свою небольшую численность, катоба оказали военную поддержку сторонникам независимости во время Войны за независимость США. Они участвовали в сражении у Гилфорд-Кортхауз. Несмотря на оказанную во время войны помощь, белые поселенцы вероломно отбирали у катоба всё больше земель, занимая их своими участками.
До Войны за независимость США численность племени оценивалась в 5000 человек. Боевые действия и эпидемия оспы привели к тому, что ослабленное племя было вынуждено уступить белым часть своей резервации в 1826 г. и оставшиеся племенные земли в 1840 году. Штат Северная Каролина отказался выделить племени землю, а штат Южная Каролина даровал им 3,2 км², где племя обитает по настоящее время.

## Религия и культура
Катоба традиционно верили в Манату — создателя мира. Культ включал троицу главных богов: Манату (создатель), Кая (черепаха) и сын Манату. Возможно, данная троица сложилась уже в колониальный период под влиянием христианской традиции Святой Троицы.
Около 1883 г. в племя прибыли миссионеры мормонов, и многие индейцы-катоба обратились в религию мормонов.

## Современный образ жизни

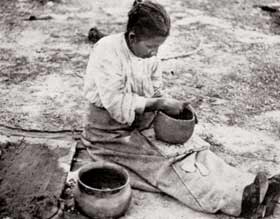
Гончар из племени катоба; см. статью керамика индейцев.

Ежегодно племя катоба празднует Yap Ye Iswa, что примерно означает «день людей», или «день людей реки».
В штатах Северная и Южная Каролина известность получила оригинальная керамика племени катоба, особенно изготавливаемая близ г. Чарльстон (Южная Каролина). Местные повара считают, что ряд блюд — например, суп из бамии — утрачивают вкус, если их готовить не в оригинальной керамике.
В 2006 г. племя катоба проиграло на уровне штата тяжбу за право заниматься игорным бизнесом в сфере электронного покера.
По состоянию на 2006 г. насчитывается около 2600 индейцев-катоба, в основном в Южной Каролине, а также меньшие группы в штатах Оклахома, Колорадо и ряде других. Население резервации Катоба в округе Йорк, Южная Каролина, составляло 124 человека по состоянию на 1990 г.

## Язык
Язык катоба входит в семью языков сиу как отдельная ветвь. Численность американцев, заявляющих о корнях катоба, несколько выросла в последние годы. Но язык катоба по-прежнему мёртв, несмотря на растущий интерес и попытки возрождения.